# Ulongué
Ulongué (fins 1975 Vila Coutinho) és un municipi de Moçambic, situat a la província de Tete. En 2007 comptava amb una població de 13.620 habitants. És capital del districte d'Angónia i fou elevada a vila el 25 de juliol de 1945. Se situa al centre-oest de Moçambic, al marge del riu Zambeze i fa frontera amb les repúbliques de Malawi, de Zàmbia i de Zimbabwe.